# Robert Bennett (athlétisme)
Pour les articles homonymes, voir Robert Bennett et Bennett.
Robert Howard « Bob » Bennett  (né le 9 août 1919 à Providence et décédé le 13 décembre 1974) est un athlète américain spécialiste du lancer de marteau. Licencié au Rhode Island Track & Field Athletic Association, il mesure 1,88 m pour 98 kg.

## Biographie

### Palmarès
| Date | Compétition           | Lieu    | Résultat | Performance |
| ---- | --------------------- | ------- | -------- | ----------- |
| 1948 | Jeux olympiques d'été | Londres | 3e       | 53,73 m     |

### Records
| Épreuve           | Performance | Date |
| ----------------- | ----------- | ---- |
| Lancer de marteau | 56,05 m     | 1940 |